# Cyril de Gasperis
Cyril de Gasperis est un réalisateur, scénariste et producteur français.

## Filmographie

### Réalisateur et scénariste

#### Long métrage
- 2010 : L'Absence[1]

#### Courts métrages
- 2012 : Ma nuit n'est pas la vôtre[2]
- 2015 : Pluie d'été[3]

#### Documentaire
- 2021 : La Vie commune[4]

### Producteur

#### Longs métrages
- 2007 : Une épopée[5] de François Magal
- 2010 : L'Absence de Cyril de Gasperis